# Баранник, Алексей Никифорович
Алексе́й Ники́форович Бара́нник (укр. Олексій Никифорович Баранник; 1925—2001) — участник Великой Отечественной войны, полный кавалер Ордена Славы, разведчик 120-мм миномётной батареи 102-го гвардейского Померанского стрелкового полка, 35-й гвардейской Лозовской Краснознаменной орденов Суворова и Богдана Хмельницкого стрелковой дивизии, 8-й гвардейской армии, 1-го Белорусского фронта, гвардии младший сержант.

## Биография
Родился 23 марта 1925 года в селе Нове Життя ныне Чернобаевского района Черкасской области (Украина) в крестьянской семье. Украинец. В 1937 году окончил 4 класса. Работал в колхозе ездовым. В 1941 году окончил курсы трактористов. С началом войны был эвакуирован в Сталинградскую (ныне Волгоградская) область, работал трактористом в колхозе села Красная Поляна.
В декабре 1942 года призван в Красную Армию и направлен курсантом в 18-й учебный танковый полк. С марта 1943 года — в действующей армии. Воевал на Юго-Западном (с 20 октября 1943 года — 3-й Украинский) и 1-м Белорусском фронтах. Принимал участие в освобождении Левобережной Украины, Никопольско-Криворожской, Березнеговато-Снигиревской, Одесской, Люблин-Брестской, Висло-Одерской и Берлинской наступательных операциях. 30 августа 1943 года в бою был ранен.
Действуя в составе разведывательной группы в тылу противника в районе села Паланка (ныне Штефан-Водский район, Молдова) 3 и 4 мая 1944 года А. Н. Баранник уничтожил трёх румынских солдат, захватил пленного и доставил его в штаб полка.
Приказом командира 35-й гвардейской стрелковой дивизии от 16 июня 1944 года гвардии младший сержант Баранник Алексей Никифорович награждён орденом Славы 3-й степени.
В июне 1944 года 35-я гвардейская стрелковая дивизия была передислоцирована в полосу 1-го Белорусского фронта. В результате Люблин-Брестской наступательной операции части дивизии овладели плацдармом на западном берегу реки Висла в районе населённого пункта Магнушев (ныне Козеницкий повят, Мазовецкое воеводство, Польша). 14 января 1945 года с этого плацдарма дивизия пошла в наступление. В ходе боёв А. Н. Баранник продвигался в боевых порядках передовых подразделений, выявляя объекты поражения для своей батареи и корректируя её огонь. За время боёв им были обнаружены две артиллерийские и две миномётные батареи, семь пулемётов, три наблюдательных пункта, 14 блиндажей. Все эти цели были уничтожены либо подавлены миномётным огнём. 27 января 1945 года в ходе выявления разрозненных групп противника огнём из личного оружия уничтожил пять немецких солдат.
Приказом командующего 8-й гвардейской армией от 17 марта 1945 года гвардии младший сержант Баранник Алексей Никифорович награждён орденом Славы 2-й степени.
В ходе овладения населённым пунктом Киц (ныне район Меркиш-Одерланд, земля Бранденбург, Германия) 6 марта 1945 года, продвигаясь под огнём противника, А. Н. Баранник выявил 2 станковых, 3 ручных и 1 зенитный пулемёт, 2 75-мм пушки противника. Корректируя огонь батареи, обеспечил уничтожение выявленных целей. В уличных боях огнём из автомата и трофейными фаустпатронами уничтожил более 10 немецких солдат.
Указом Президиума Верховного Совета СССР от 31 мая 1945 года за образцовое выполнение боевых заданий командования на фронте борьбы с немецкими захватчиками и проявленные при этом доблесть и мужество гвардии младший сержант Баранник Алексей Никифорович награждён орденом Славы 1-й степени.
С мая 1945 года служил в стрелковой роте охраны военной комендатуры города Берлин. В ноябре 1945 года старшина А. Н. Баранник демобилизован.
Вернулся на родину. Работал заведующим хозяйством, бригадиром полеводческой бригады, начальником пожарно-сторожевой охраны в колхозе. Избирался депутатом сельского совета.

## Награды
- орден Отечественной войны 1-й степени (указ Президиума Верховного Совета СССР от 11.03.1985 года)
- Орден Славы 1-й степени (указ Президиума Верховного Совета СССР от 31.05.1945 года)
- Орден Славы 2-й степени (приказ командующего 8 гвардейской армии от 17.03.1945 года)
- Орден Славы 3-й степени (приказ командира 35 гвардейской стрелковой дивизии от 14.06.1944 года)
- Медали